# Grantjärnen (Hietaniemi socken, Norrbotten)
Grantjärnen är en sjö i Övertorneå kommun i Norrbotten och ingår i Sangisälvens huvudavrinningsområde.